# عمرو منير دهب
عمرو منير دهب كاتب سوداني ولد في الخرطوم، كتب بالعديد من الصحف السودانية منذ منتصف التسعينيات متنقلاً من صحيفة الإنقاذ إلى صحيفة الأنباء، ثم جريدة الصحافة وصحيفة الأحداث، وبعدها إلى جريدة السوداني  وصحيفة الصيحة ثم جريدة اليوم التالي. تتواجد كتبه في المكتبات الوطنية والجامعات العربية والعالمية مثل المكتبة الوطنية الأسترالية  ومكتبة جامعة تكساس في أوستن بالولايات المتحدة الأمريكية، ومكتبة جامعة برنستون الأمريكية. ومكتبة الملك فهد الوطنية  ، كما أشير إلى بعض كتبه كمرجع في الدراسات والبحوث الجامعية.
في العام 2006 نشر أول أعماله «بين الكاتب العادي وأسامة أنور عكاشة» وذلك بعد حوالي عشر أعوام من كتابته في طبعتين، الأولى ذاتية والثانية عن الخرطوم عاصمة للثقافة العربية، بعدها توالت إصداراته من الكتب عن دور نشر سودانية وعربية.
تميّز بالكتابة النقدية من منطلق اجتماعي نفسي في العديد من المجالات كدراسات الشخصية الوطنية والقومية كما في كتابيه «جينات سودانية» و«جينات عربية»، والدراسات الفنية الأدبية كما في كتابيه «بين الكاتب العادي وأسامة أنور عكاشة»  و«من مستمع غير محترف إلى محمد وردي»، إضافة إلى غير ذلك من المواضيع كقراءة تجربة الاغتراب كما في «حكايات مغترب فقير» والتطرق إلى فكرة الكتابة نفسها وواقعها المعقد لا سيما في العالم العربي وذلك من خلال كتابيه «تواضعوا معشر الكتاب» و«تباً للرواية: عن حظوة فنون الكتابة».

## الحياة الشخصية
ولد دهب في الخرطوم، وأكمل الدراسة الابتدائية ومرحلة الثانوي العام في السودان. انتقل مع أسرته إلى الكويت ليكمل هناك دراسته الثانوية العليا، ثم التحق بكلية الهندسة جامعة المنصورة في مصر. زار عابراً العديد من البلاد العربية والأجنبية، واستقر به المقام في الإمارات العربية المتحدة ليعمل في مجال الهندسة الكهربائية ويواصل الكتابة في الصحف السودانية. 
بدأ كتاباته الشعرية منذ مرحلة الدراسة الثانوية العليا واستمر في نشاطه الشعري خلال الدراسة الجامعية، وحصل على عدة جوائز شعرية خلال دراسته الجامعية منها جائزة المستوى الأول في مجال الشعر في اللقاء الرابع عشر للفنون والثقافة لشباب الجامعات المصرية في العام 1989. نال شهادة البكالوريوس في الهندسة الكهربائية من جامعة المنصورة.

## عن أعماله
انصرف نشاطه في الكتابة بعد الدراسة الجامعية إلى فن المقالة على اتساع مدلولها الأدبي والصحفي، وتوالت لاحقاً كتبه في الصدور. شملت أعماله دراسات الشخصية الوطنية والقومية، والنقد الفني والأدبي، إضافة إلى القراءات الإنسانية والأدب الساخر.
تناولت العديد من الصحف العربية أعماله وندواته، كصحيفة الشرق الأوسط الصادرة في لندن  ، وصحيفة عكاظ السعودية ، وفي الإمارات من خلال جريدة الخليج  وجريدة الاتحاد (الإمارات)  والبيان (صحيفة إماراتية) ، إضافة إلى جريدة أخبار الخليج البحرينية ، وجريدة المقال المصرية. كما حظيت محاضراته باهتمام صحفي، وعرضت لقاءات إذاعية وتلفزيونية لأعماله وتجربته.

## مؤلفاته
- بين الكاتب العادي وأسامة أنور عكاشة - الخرطوم عاصمة للثقافة – 2006
- جينات سودانية - دار عزة – الخرطوم – 2010
- الشخصية السودانية في عيون صفوتها - دار عزة – الخرطوم 2010
- من مستمع غير محترف إلى محمد وردي - دار المحروسة – القاهرة 2011
- طريق الحكمة السريع - دار المحروسة – القاهرة 2011
- تواضعوا معشر الكتاب - منشورات ضفاف – بيروت 2013 [17]
- لا إكراه في الثورة - منشورات ضفاف – بيروت، دار الأمان – الرباط، منشورات الاختلاف - الجزائر 2013 [18]
- حكايات مغترب فقير - منشورات ضفاف – بيروت، دار الأمان – الرباط 2014 [19]
- غرفة نومك في العولمة - منشورات ضفاف – بيروت، دار الأمان – الرباط 2014
- بعض صفاتي السيئة - دار الياسمين - الشارقة 2015 [20]
- على حواشي الشخصية السودانية - دار المحروسة – القاهرة 2015
- جينات عربية: في المتداول خلسة عن الشخصية العربية - منشورات ضفاف – بيروت، منشورات الاختلاف - الجزائر 2015
- الشخصية السودانية بين الطيب صالح وحسن الترابي - دار المصوّرات – الخرطوم 2016
- ذكريات طلبة درسوا الجامعة بمزاج - دار المصوّرات – الخرطوم 2016
- يا عجوز: عن الإنسان يتقدم به العمر - منشورات ضفاف – بيروت، منشورات الاختلاف – الجزائر، دار أوما - بغداد 2016
- تبّاً للرواية: عن حظوة فنون الكتابة - الدار العربية للعلوم ناشرون - بيروت 2017
- ما لا أملك من المشاعر والأفكار - منشورات ضفاف – بيروت، منشورات الاختلاف – الجزائر، دار الأمان - الرباط، مكتبة كل شيء - حيفا فلسطين 2018

## موجز لأبرز أعماله

### لا إكراه في الثورة
يعمد دهب في كتابه هذا إلى نزع القداسة عن الفعل الثوري الراهن في العالم العربي، بل والثورة في أي مكان وزمان على وجه العموم، وهو كما يُثبت في أكثر من موضع من الكتاب لا يصادر على حق الشعوب في الانتفاض على أنظمة طاغية قدرَ ما يؤكد على حق كل فرد في أن يثور على طريقته الخاصة وليس كما يملي هذا الفريق أو ذاك من الثوار. يؤكد دهب أنه ينأى بالكتاب عن أن يكون دفاعاً عن أنظمة متسلطة فاسدة، لكنه يضيف أن الأهم من الإطاحة بنظام متسلط فاسد هو التدبُّر فيما عساه أن يكون بديلاً لذلك النظام، فالفوضى مطلقاً قد تكون البديل الأشد فتكاً وفساداً. بذلك فإنه لا سبيل إلى إقامة الديموقراطية المنشودة كما يرى دهب سوى بأن نتأكد من «استئصال الدكتاتور الكبير الذي يقبع داخل كلٍّ منا ويبارك تسلُّطه في بيته على عياله وحيثما سمح له منصب أو مقام».

### تواضعوا معشر الكتاب
يطرح دهب في هذا الكتاب طائفة من الأسئلة المناوشة للكتابة والكُتــَّـاب من قبيل: لماذا فشل الكُتَّاب في أن يجعلوا الكتابة مهنة ذات مردود مادي يكفل حياة كريمة إن لم تكن راقية؟، وهو إذ يتوقع الإجابة الآتية: السبب يكمن في إدبار الناس عن القراءة، يعود فيتساءل: وأي المهن تلك التي استرعى نتاجها اهتمام الناس واستأثر بإقبالهم؟
يبحر الكتاب على هذا النمط في الشأن الثقافي الأدبي والاجتماعي المتصل مباشرة بالكتابة بين طرح السؤال وتوقع ما يدور في خاطر المتلقي دون أن يقطع بإجابة يفرضها على القرّاء أكثر من التحريض على نظرة مغايرة لكل ما يمت للكتابة بصلة، نظرة لا تتورّع عن أن تخلع عن الكتابة مسوح القداسة التي يتشبّث بها كل من يكتب وينظـــِّر وهو يطوِّف بالخيال بعيداً عن التأثير في الناس والحياة. 
يبدو «تواضعوا معشر الكُتَّاب» بمثابة رؤية نقدية مشاكسة كتب فيها المؤلف تحت عناوين مثل: «فكرة لم تخطر ببال كاتب»، «مهنة أرجل من الكتابة»، «ضحايا سيبويه»، «على أبواب الأغنياء»، «كاتب بوزن الكرتون»، «الانتقاء الطبيعي للكتاب»، «ما الذي يمنع كاتباً من الاستقالة»، «عضلات الكاتب»، وغيرها.
يقول عمرو منير دهب إنه أراد للكتاب أن يكون اكتشافاً متمرداً للكتابة لا عليها، ولعله من أجل ذلك يهديه إلى الكتابة نفسها «مقرّاً بجميلها فيما نفعَتْ ومتجاوزاً عن كيدها فيما أثِمَتْ».

### غرفة نومك في العولمة
يتناول هذا الكتاب أثر العولمة كما يتراءى لمراقب ينفعل معها بعيداً عن تقديرات ووعود مراكز أبحاث العولمة المتناثرة حول العالم والمتمركزة بشكل جوهري في الغرب، وفي الولايات المتحدة الأمريكية بشكل أكثر خصوصية.
«خلوا بالكم من أمريكا»، «كيف تـُـصنع العولمة؟»، «غرفة النوم في الإمارات والصالون في كندا»، «العولمة والجنس»، «لماذا علينا أن نتحدث إنجليزية نظيفة؟»، «غصة في حلق العولمة»، «العولمة ومرجعية أقلام الجماهير» هي بعض عناوين انطلق من خلالها دهب ليتناول أثر العولمة على البيت والشارع وأماكن العمل وطريقة قضاء عطلة نهاية الأسبوع في المولات وغيرها مما يتعلق بجوانب حياة الناس الشخصية والاجتماعية المتعددة لا سيما في العالم العربي، متجاوزاً بذلك ما كُتب في هذا الباب حول تأثير العولمة في السياسة والاقتصاد وما شاكلهما مما يرد في الدراسات التقليدية التي تدور في فلك هذا الموضوع.

### جينات عربية
لا يهتم هذا الكتاب - كما يرد في مقدمته – بالشخصية العربية إجمالاً وإنما يُعنى بما هو «متداول خِلسةً عنها بالتحديد، وبشكل أكثر دقة فإن الكتاب قراءة متأمِّلة في ذلك المتداول خلسة وليس مجرّد كشف استعراضي له. المعنِي هنا الشخصية العربية القومية أو أيّ من فروعها الوطنية بحسب السياق».
يتناول الكتاب الشخصية القومية العربية والشخصيات الوطنية المتفرِّعة عنها تحت عناوين متباينة المغزى والدلالة من قبيل: «الشامي والمغربي»، «ما يجب أن نتعلّمه من الجزائر ومصر»، «طبقات العرب المبدعين»، «شخصية الفرد العراقي»، «المغرب العربي لديه مواهب»، «كيف يتباهى الآخرون بالعروبة»، «التمايز العرقي للنباتات وعلاقته بالبشر»، «ما الذي ينقصنا لكي نصبح خواجات؟».
في مقدّمة الكتاب يتمنّى المؤلف على المتلقِّي أن يُقبِل على قراءة الكتاب «متجرِّداً من سطوة الأحكام المسبّقة، والأهم مستبرئاً من أية عصبية قومية أو وطنية لهذه الدولة أو تلك من العالم العربي الفسيح بما فيه وطنه الأم»، ذلك أن «جينات عربية» بحسب رؤية المؤلف مما تُرجى فائدته القصوى بالقراءة المتجرّدة. يؤكد عمرو منير دهب أنه ليس في نية الكتاب أن يمجِّد أياً من شخصياتنا الوطنية وفي الوقت ذاته ليس في نيته في المقابل أن يعمد إلى نقيض ذلك بأي قدر من التعمُّد.

### بين الكاتب العادي وأسامة أنور عكاشة
يبحر الكتاب في نقد دراما المؤلف المصري أسامة أنور عكاشة من خلال تناول أكثر من خمسة عشر عملاً تلفزيونياً من أهم أعمال كاتب السيناريو المعروف، وهو تناول يعرض لأهم ما يميِّز دراما عكاشة لا سيما من خلال مقارنتها في كثير من المواضع بالسائد من الأعمال التلفزيونية حينها، مبيّناً مكانة عكاشة الفريدة بين كُتّاب الدراما التلفزيونية العربية. من أهم الأعمال التي تناولها الكتاب: الراية البيضا، أبو العلا 90، النوَة، أرابيسك، ليالي الحلمية، وضمير أبلة حكمت.

### يا عجوز
القصة التالية من الكتاب على لسان الكاتب تلخص فحواه: "كنت أجالس فتى يصغرني ببضعة أجيال فحاولت إذابةً للجليد الذي بدا مستحكماً بيننا أن أباسطه الحديث ونحن نشاهد التلفزيون: ما رأيك في هؤلاء الممثلين الجُدد؟، فردّ عليّ مندهشاً: أيّ ممثلين جُدد؟، وكنت من الفطنة بحمد الله ولطفه بما يكفي لاستدراك أن مَن عددتهم "جُدداً" من الممثلين هم جيلُه الذي سينشأ على متابعته.
لم أستفد من الدرس، فذكّرت الفتى نفسه بعد أيّام في جلسة مماثلة بمشهد من مسرحية كوميدية شهيرة وانتظرت منه أن يضحك فلم يفعل، وعندما بدا عليه الاستغراب من انفعالي الزائد سألته: ألا تتذكر المشهد؟، وتبيّن أن الفتى لم يسمع عن المسرحية أصلاً ولا يعرف أيّاً من أبطالها الذين طوت شهرتهم آفاق زماننا. 
كان ذلك منطقيّاً بحساب الأجيال، غير أنني كنت (دون أن أشعر؟) أحاول أن أعيش زمن غيري، الأحرى أنني كنت أحاول أن أسحب غيري من الأصغر سنّاً ليعيش زماني، والفعلتان وإن بدتا متناقضتين فإنهما بمثابة الوجهين لعملة واحدة هي تجاهل العمر الحقيقي.. إما بزج نفسك في غمار الشباب أو بجرّ الشباب ليعيشوا ما انقضى من أيامك على اعتبارها الوصفة المثلى لما ينبغي أن تكون عليه الحياة".

## وصلات خارجية
- كتب عمرو منير دهب - موقع مكتبة النيل والفرات
- كتب عمرو منير دهب - موقع Book Depository
- مقالات عمرو منير دهب في جريدة السوداني